# Diferencias de sexo
Una diferencia de sexo es una distinción entre las características biológicas o fisiológicas asociadas típicamente con hembras y con machos de una misma especie.
Según la definición de la Organización Mundial de la Salud es la condición orgánica que genera la distinción entre hombres y mujeres. El sexo biológico en los seres humanos está programado por el sexo cromosómico —genotipo sexual—. Durante varias etapas de su desarrollo, se define su fenotipo sexual. En función de cómo se produzca, puede coincidir o divergir. Si no coincide, se determina la anomalía ontológica conocida como intersexualidad. 
En el estudio de humanos, emergen cuestiones sociopolíticas al clasificar si una diferencia sexual es resultado de la biología de sexo o no. En este sentido, se ha acuñado el término diferencias de género referido a las características sobre las que se discute si pertenecen al ámbito biológico, social o a una mezcla de ambos. Si bien existen opiniones encontradas al respecto, el término «sexo» en los seres humanos alude a las características físicas relacionadas con la función de los órganos genitales, mientras que «género» apela a la construcción social de estereotipos asociados a cada sexo, la cual cambia de acuerdo con la época y la cultura.
Las personas nacen de sexo masculino o femenino (sexo biológico), pero se les enseñan los comportamientos (roles) socialmente asignados para hombres y mujeres (normas de género). Especialmente, cómo deben interactuar con otros miembros del mismo sexo o del sexo opuesto (relaciones entre los géneros) y qué funciones o responsabilidades deben asumir en la sociedad (roles de género).
El uso del término «género» para referirse a «sexo» se origina como una mala traducción de la palabra inglesa gender, la cual se refiere a la asignación de ciertos atributos socioculturales al sexo biológico.
Cuando hablamos de las diferencias físicas y biológicas cuantitativas entre hombres y mujeres nos basamos en promedios, por ejemplo los hombres son más altos que las mujeres en promedio, pero una mujer en particular puede ser más alta que un hombre en particular. Aunque algunas diferencias entre hombres y mujeres están en debate, estas no deben confundirse con los estereotipos sexistas.
Desde el punto de vista de la psicología evolucionista los humanos modernos hemos heredado rasgos naturales que eran adaptativos en un ambiente prehistórico, incluyendo rasgos que han tenido ventajas para los machos frente a las hembras y viceversa (véase Selección sexual). La teoría de los Estudios de Género y Alice Eagly proclaman que los niños y las niñas aprenden el comportamiento que es visto como apropiado y las actitudes de la familia y la cultura circundante con las que crecen, por lo que las diferencias de género no físicas son simplemente producto de la socialización. Ambas teorías no son mutuamente excluyentes en su totalidad: también es posible que las diferencias de género sean parcialmente innatas, pero que luego sean reforzadas y exageradas por el ambiente.
Las religiones abrahámicas tradicionales ven las diferencias de género como creación de Dios: “Cuando Dios creó al hombre, lo creó a su imagen y semejanza; hombre y mujer los creó...” (Génesis 1:27).

## Psicología

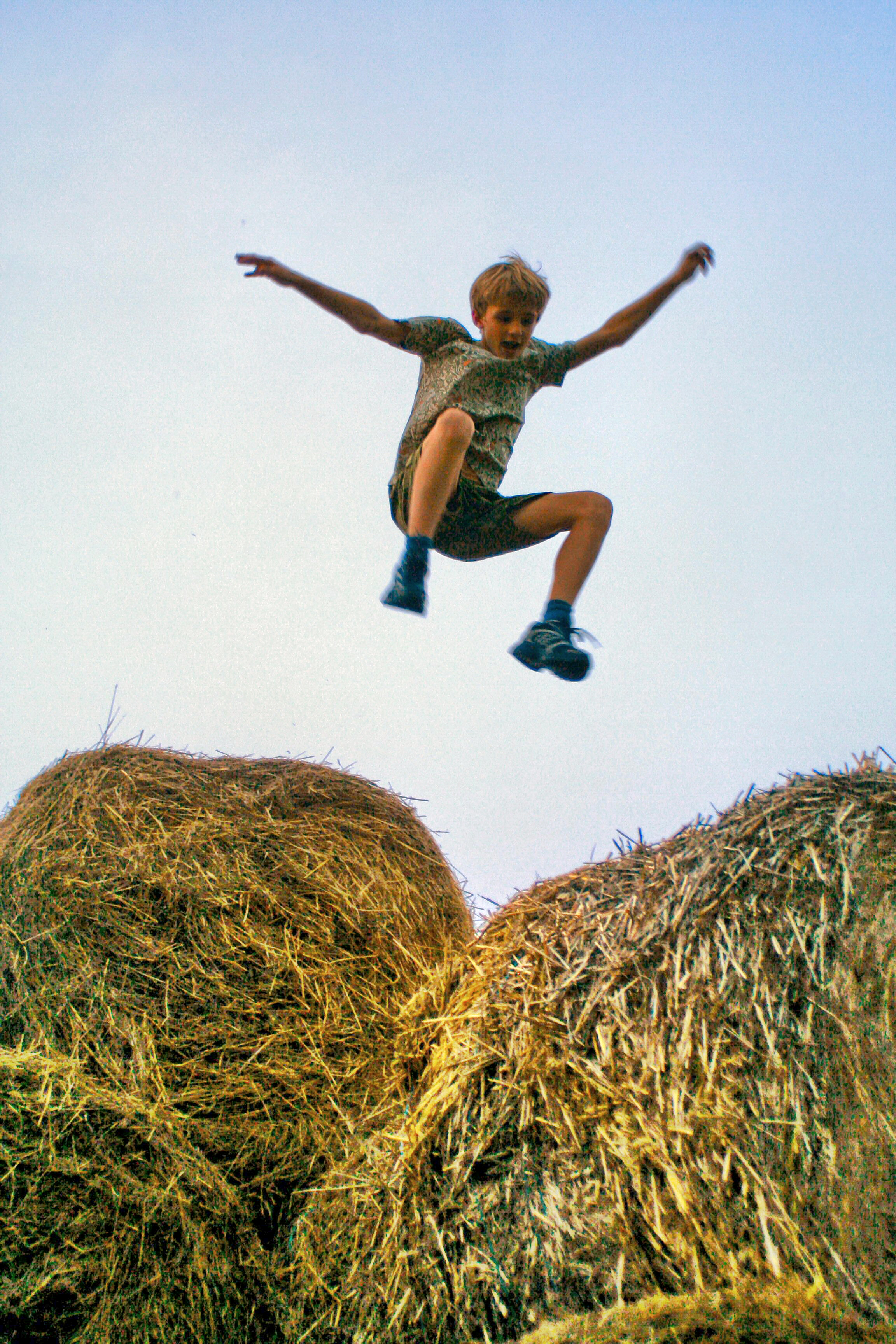
Algunos estudios muestran que los hombres tienden a la conducta arriesgada más que las mujeres.

En un estudio de gran escala, la mayoría de las habilidades cognitivas y rasgos psicológicos mostraron poca o ninguna diferencia promedio entre los sexos. Donde las diferencias sí existen suele haber un solapamiento considerable entre los sexos.No se sabe con seguridad cómo muchas de estas diferencias se observan y mantienen en diferentes culturas.

### Toma de riesgos
En muchas situaciones, los hombres son más proclives a llevar a cabo actividades de riesgo.

### Pruebas de personalidad
- En los cinco grandes rasgos de personalidad, las mujeres puntúan más alto en amabilidad (tendencia a ser compasivo y cooperador) y neuroticismo (tendencia a sentir ansiedad, ira y depresión).
- Patrones demográficos de encuestas del MBTI muestran que entre el 60-75 % de las mujeres prefieren sentir mientras que entre el 55-80 % de los hombres prefieren pensar(4)(5).

### Agresividad
Los hombres son generalmente más agresivos que las mujeres (Coi & Dodge, 1997; Maccoby & Jacklin, 1974; Buss, 2005). No hay evidencia de que los hombres agredan más rápido (Frey et al., 2003) y más probable que expresen su agresión físicamente que las mujeres (Bjorkqvist et al., 1994). No obstante, algunos investigadores (como Rachel Simmons) han sugerido que las mujeres no son necesariamente menos agresivas sino que tienden a mostrar su agresión de formas menos evidente y en menos manifestaciones físicas (Bjorkqvist et al., 1994; Hines & Saudino, 2003). Por ejemplo, las mujeres suelen agredir verbal y relacionalmente mediante, por ejemplo, el rechazo social.

### Sistematización y empatía
Las mujeres puntúan más alto en escalas de autorreporte de empatía en muestras con rangos desde niños en edad escolar hasta adultos. Las escalas de empatía incluyen mediciones de toma de perspectiva, orientación hacia otra persona, preocupación empática y angustia personal. No obstante, tales mediciones son subjetivas y la empatía puede estar más relacionada con roles de género que con el sexo.
La teoría EQ SQ (empathizing quotient y systemizing quotient) de Simon Baron-Cohen afirma que, en general, los hombres son mejores sistematizando (el deseo de analizar y explorar sistemas y reglas) y que las mujeres son mejores empatizando (la habilidad para identificarse con los sentimientos de otras personas). Más hombres que mujeres son diagnosticados con autismo y síndrome de Asperger. Según Baron-Cohen, ya que los individuos autistas y Asperger salen alto en sistematización, aunque usualmente de tal manera en que se “hiperconcentran”, y puede que simplifiquen excesivamente sistemas más complejos por obviar ciertos detalles, y muy bajos en la empatización, son ejemplos de un “cerebro extremadamente masculino”.Sin embargo, muchos expertos también teorizan que las mujeres son diagnosticadas en menor escala con autismo debido a que desde pequeñas son forzadas a enmascarar y esconder sus rasgos autistas ya que son, debido a la mayor incidencia de casos de autismo en hombres, considerados masculinos y socialmente inapropiados para una mujer. 

### Inteligencia
En promedio, los hombres se desempeñan mejor en pruebas de habilidad matemática y espacial, mientras que las mujeres se desempeñan mejor en test de habilidad verbal y memoria. Además, el CI de los hombres tiene mayor varianza, lo que significa que hay más hombres que mujeres tanto en los grupos de CI muy altos y muy bajos. De esta manera, el CI de las mujeres suele aglomerarse en las puntuaciones medias.[cita requerida]

### Comunicación
Los estudios de Deborah Tannen encontraron estas diferencias de género en estilos comunicacionales:
- Los hombres tienden a hablar más que las mujeres en situaciones públicas, pero las mujeres tienden a hablar más que los hombres en casa.
- Las mujeres son más proclives a verse frente a frente la una a la otra y hacer contacto visual al hablar, mientras que es más probable que los hombres aparten la mirada el uno del otro.
- Las niñas y las mujeres tienden a hablar extensivamente sobre un tema, pero los niños y los hombres tienden a brincar de un tema a otro.
- Al escuchar, las mujeres hacen más ruidos como “mm-hmm” y “ajá”, mientras que los hombres tienden a escuchar en silencio.
- Las mujeres se inclinan por expresar acuerdo y apoyo, mientras los hombres se inclinan más por debatir.

Aun así, no todas las investigaciones apoyan estas afirmaciones. Un estudio de Erina MacGeorge encontró una diferencia de sólo 2% en los estilos conversacionales de hombres y mujeres, y reportó que en general ambos sexos se comunican de forma similar. Varios críticos, incluyendo a Suzette Haden Elgin, han sugerido que los hallazgos de Tannen pueden aplicarse más a mujeres de ciertos grupos culturales y económicos específicos que a las mujeres en general. No hay evidencia que apoye la creencia de que las mujeres digan muchas más palabras que los hombres al hablar.

### Felicidad
Un comentario publicado por el Pew Research Center se refirió a algunas preguntas acerca de la manera en que los hombres y las mujeres ven sus vidas:
- En general, las mujeres afirman estar más felices que los hombres con sus vidas, y reportaron más a menudo que habían progresado personalmente en los últimos cinco años.
- Las mujeres muestran mayor preocupación a los problemas familiares y de la vida del hogar, mientras que los hombres expresan más preocupación acerca de problemas políticos. Los hombres están más felices con su vida familiar y más optimistas acerca de su futuro personal y el de sus hijos e hijas.

### Problemas con las investigaciones
Los estudios de diferencias de sexo psicológicas, además de generar controversia, tienen problemas de fiabilidad, validez y consistencia. Muchos estudios a pequeña escala informan de diferencias que no se replican en estudios mayores. Los cuestionarios de autoinforme están mediados por sesgos, desde los de los propios informadores hasta los investigadores que analizan los datos, algo quete, como ocurre con todos los estudios sociológicos o psicosociales en mayor o menor medida.

## Economía

### Ingresos
En muchos países hay una brecha salarial en el mercado laboral que favorece a los hombres en perjuicio de las mujeres. Varios estudios demuestran que las mujeres estadounidenses ganan un 98 % de lo que los hombres reciben cuando se les controla por experiencia, educación y número de años en el puesto. Thomas Sowell, en su libro "Knowledge and Decisions", explica que esta diferencia se debe a que las mujeres, tras el matrimonio y el embarazo, dejan de trabajar. Comparando a hombres y mujeres que han estado empleados continuamente desde la universidad, las mujeres ganan ligeramente más. La brecha del ingreso en otros países varía desde 53 % en Botsuana a 92 % en Malta. Se debate hasta qué punto esto es el resultado de diferencias de género, decisiones sobre el estilo de vida, o discriminación.

### Empleo

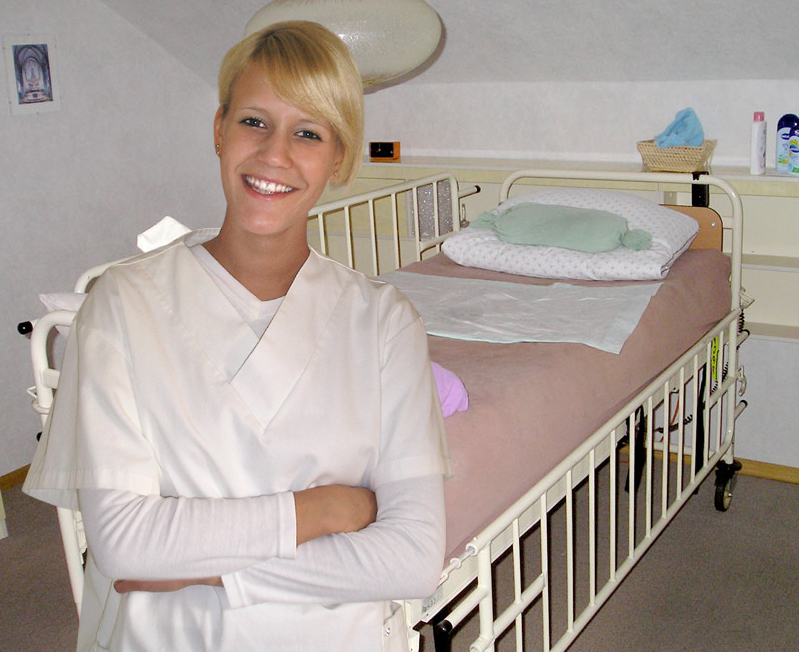
La enfermería atrae a más mujeres que hombres según la teoría de roles tradicionales.

Según un reporte de 2004 del Departamento de Trabajo de Estados Unidos:
- El 52.9 % de las mujeres estadounidenses forma parte del mercado laboral, frente al 73.3 % de los hombres.
- El 70.7 % de las mujeres cuyos hijos/hijas menores de 18 años están en el mercado laboral (arriba de 47 % en 1975), comparado con 94 % de hombres con hijos/hijas menores de 18.
- Aproximadamente 26 % de las mujeres empleadas usualmente trabajan a tiempo parcial, comparado con cerca del 11 % de los hombres empleados.
- El 5.6 % de las mujeres empleadas y 8 % de hombres son trabajadores autónomos.
- Las mujeres en industrias no agrícolas trabajan 35.9 horas por semana frente a 41.6 horas para los hombres.
- Las mujeres cuentan por más de la mitad de todos los trabajadores en las siguientes industrias: actividades financieras, servicios educativos, asistencia sanitaria, ocio y hotelería, y apoyo administrativo y de oficina.
- Las mujeres son mucho más proclives que los hombres a ser trabajadoras sociales, pasantes y asistentes legales, maestras, enfermeras, patólogas del lenguaje, higienista dental, amas de llaves y criadas, y puericulturistas.
- Más hombres que mujeres trabajan en las siguientes industrias: minería, construcción, transporte y servicios, agricultura y ganadería, ocupaciones de informática y matemáticas, ingeniería y arquitectura. Los hombres son mucho más proclives que las mujeres a ser ejecutivos en jefe, bomberos, patrullas y oficiales de policía, electricistas, dentistas y cirujanos.

### Muerte durante el desempeño laboral
La mayoría de las muertes durante la jornada de trabajo le ocurren a hombres. En un estudio en EE. UU., 93 % de las muertes en el empleo involucraron hombres, con un índice de mortalidad aproximadamente 11 veces mayor que en mujeres. Las industrias con los mayores índices de mortalidad son: la minería, la agricultura/silvicultura/pesca y la construcción, todas las cuales tienden a emplear naturalmente más hombre que mujeres debido a requerimientos físicos.

### Baja por maternidad
Muchos países, incluidos México, India, Alemania, Brasil y Australia exigen a las empresas otorgar baja por maternidad de 12 semanas con paga completa a las mujeres que trabajan.[cita requerida] La baja por paternidad no está disponible en la misma media, aunque en Israel,  por ejemplo, los padres pueden usar esta baja por maternidad como les parezca, dividiendo las 12 semanas entre ellos mismos si es necesario sin importar el sexo.[cita requerida] Otro ejemplo es Suecia, donde hay iguales derechos para tomar bajas por maternidad/paternidad. La duración es de 18 meses por bebé con 80 % del salario total. Cada padre debe estar en casa mínimo 60 días para calificar por el salario total.[cita requerida]

### Seguros
Las compañías de seguro suelen cobrar diferentes primas a hombres y mujeres:
- El seguro médico es menos costoso para los hombres jóvenes y de mediana edad.
- Las compañías de seguros de automóviles cobran más por adolescentes varones que sus contrapartes femeninas.
- Los seguros de vida son más caros para los hombres que para las mujeres.

### Conducta de consumo
La discriminación de precios puede favorecer tanto a hombres o mujeres. Por ejemplo, algunos clubes nocturnos ofrecen descuentos o entradas gratis a mujeres, mientras que algunos peluqueros ofrecen cortes de cabello más baratos para los hombres.
De acuerdo a un informe del 2000, las mujeres compran o influencia la compra del 80 % de todos los bienes de consumo e influencian el 80 % de las decisiones del cuidado de la salud.

## Educación

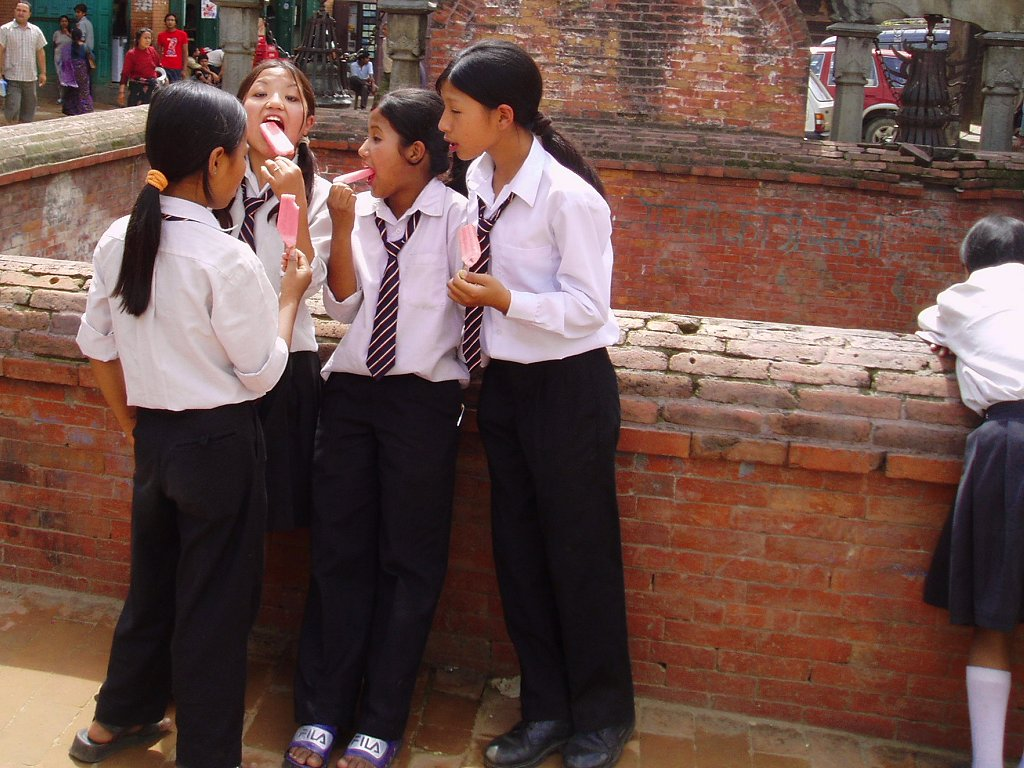
Desde el, las mujeres han estado acudiendo cada vez más a la escuela y la universidad.

Mundialmente, los hombres son más propensos a saber leer y escribir, con 100 hombres considerados alfabetizados por cada 88 mujeres. En algunos países, la diferencia es incluso mayor; por ejemplo, en Bangladés, sólo 62 mujeres por cada 100 hombres saben leer y escribir. En un estudio de la OCDE (Organización para la Cooperación y el Desarrollo Económico) de 43 países desarrollados, las niñas de 15 años de edad aventajaban a los niños en destreza lectora y de escritura y tenían más confianza de obtener trabajos de ingresos altos.
En cuanto a octubre de 2005, las mujeres sumaban el 57 % de todos los estudiantes universitarios en EE. UU. Esto se repite en otros países; por ejemplo, las mujeres conforman el 58 % de las admisiones en el Reino Unido y 60 % en Irán.

## Suicidio
En países occidentales, los varones son mucho más propensos a morir por suicidio que las mujeres (usualmente por un factor de 3-4:1); 69 de 74 países no occidentales encontraron un exceso en la mortalidad masculina por suicidio.
Mientras hay más suicidios de hombres completados que de mujeres, éstas son más propensas a intentar suicidarse. Una posible explicación es que los hombres tienden a usar métodos más inmediatamente letales que las mujeres. Otra teoría, es que las mujeres sean más proclives a infligirse daño a sí mismas como pedido de auxilio o atención, mientras que los hombres son más propensos a genuinamente querer acabar con sus vidas.
Los varones, entre edades de 20-24 años, tienen un promedio de siete veces mayor índice de suicidio.  En 2003, un estudio mostró que entre los varones de 20-24 años de edad, 202 500 se suicidaron. Comparado con mujeres entre las edades de 20-24, quienes fueron significativamente menos, a 34 000.

## Crimen
Los hombres son mucho más propensos a ser encarcelados que las mujeres, aunque las mujeres son un grupo de rápido crecimiento demográfico en prisión. Los hombres son más propensos a asesinar que las mujeres. Asimismo, son mucho más propensos a ser víctimas de crímenes violentos que las mujeres.

## Temas de Internet

### Uso de Internet

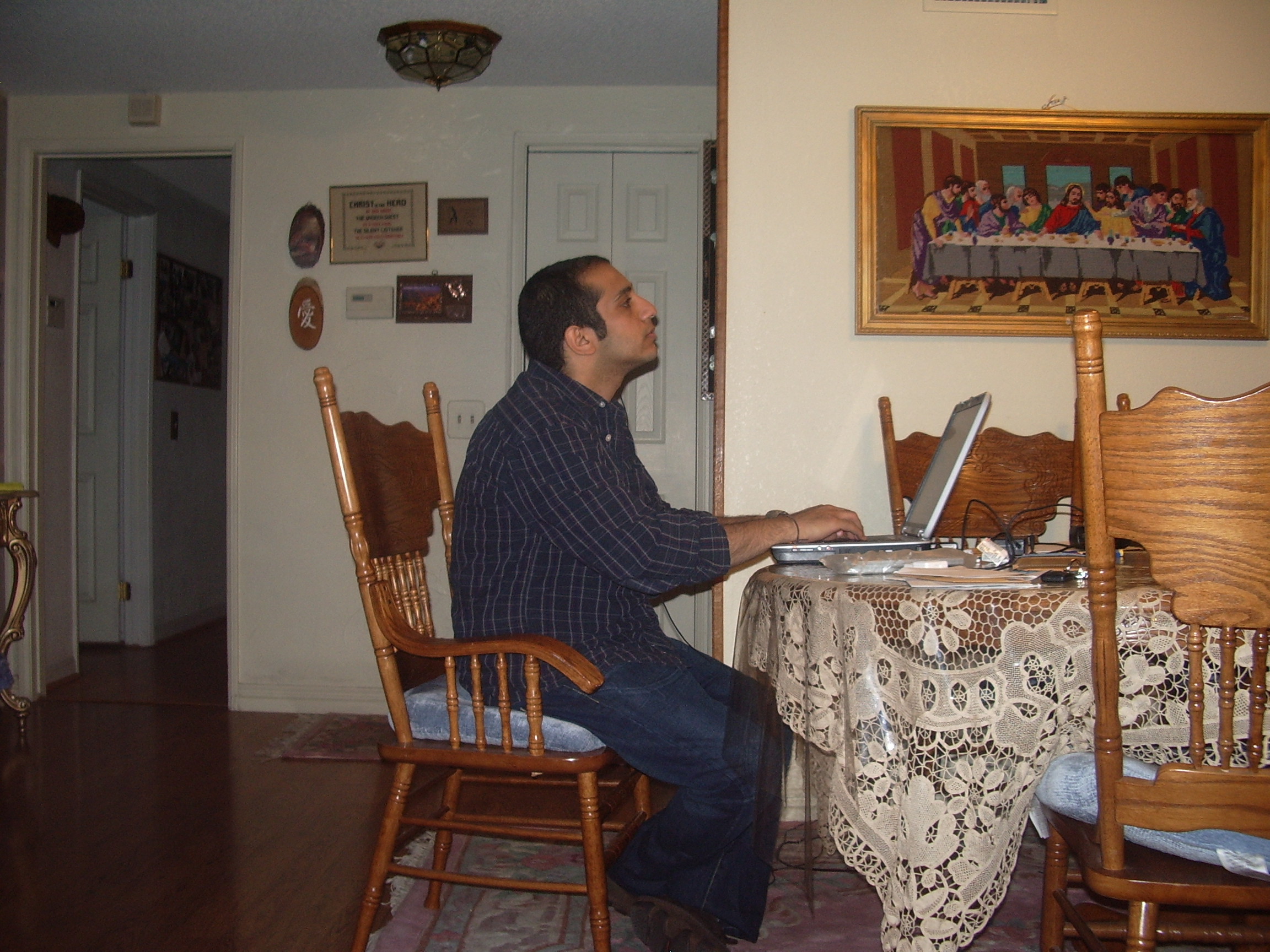
Los hombres tienen mayor presencia en Internet

En un estudio estadounidense, el porcentaje de hombres que usa Internet era mayor que el porcentaje de mujeres, aunque esta diferencia desaparecía en personas en sus primeros 30 años. 
Los hombres se conectan a Internet más a menudo, pasan más tiempo en línea, y es más probable que sean usuarios de banda ancha. Las mujeres son más propensas a enviar correos electrónicos a amigos y familiares acerca de una variedad de temas. Los hombres son más propensos a usar Internet para pagar cuentas, participar en subastas, y para recreación, como bajar música y videos. Los hombres y mujeres son igual de propensos a usar Internet para compras y banca.

### Preferencias relacionadas con el género en el diseño de páginas web
Se realizó un estudio en la Universidad de Maryland en 2007[cita requerida] que fue diseñado para determinar diferencias de género en la preferencia de los diversos aspectos del diseño de los sitios Web. Estudios anteriores, en particular uno realizado en la Universidad de Glamorgan, indicó diferencias mensurables entre hombres y mujeres, con cada género tendiendo a preferir las páginas web diseñadas por su propio género. Las mujeres mostraron una preferencia por las páginas con más color en el fondo y tipo de letra, y formas más redondeadas. Las mujeres también favorecieron las fotografías informales por encima de las que involucran posar. Los hombres respondieron mejor a los colores oscuros y a un diseño más lineal. Ellos, también, se encontraron más satisfechos por un aspecto tridimensional e imágenes “autopropulsadas” que por objetos inmóviles. El estudio de Maryland buscó confirmar estas diferencias.
Se les dio a los sujetos pares de páginas web para visitar y se les pidió que llenaran un cuestionario breve inmediatamente después. Los cuestionarios hacían preguntas simples acerca de sus reacciones a los colores, gráficos, organización del sitio así como una pregunta abierta en la que se les pedía que describieran sus impresiones subjetivas de las páginas. Los sitios web fueron seleccionados para presentar similitudes de diseño significativas a fin de evaluar diferencias en las preferencias de los diseños de las páginas. Un par fue específicamente seleccionado porque los sitios mismos estaban dirigidos a usuarios masculinos y femeninos respectivamente.
Los resultados apoyaron en general las investigaciones anteriores. Las mujeres mostraron una preferencia distinta por más colores y gráficos. Además, mientras las puntuaciones objeto para las páginas dirigidas a hombres y mujeres no eran significativamente diferentes, las mujeres mostraron una preferencia significativamente mayor por los sitios dirigidos a mujeres. No obstante, de las respuestas a las preguntas abiertas resulta claro que el contenido del sitio fue un factor significativo para determinar la preferencia de un sitio sobre otro. Es por eso sugerido que en ningún estudio futuro se usen sitios web reales, en vez de ello, páginas con contenido neutral deben ser diseñadas con variaciones de estilo para eliminar el sesgo introducido por el contenido del sitio.

## Matrimonio y sexualidad
Las costumbres matrimoniales y de citas románticas dependen de la cultura y difieren enormemente entre países e incluso en subculturas dentro del mismo país. Por ejemplo, muchos matrimonios en la India son arreglados, mientras que en el Mundo Occidental la mayoría de la gente escoge a sus propias parejas. En la mayoría de las sociedades, se espera que los hombres tengan un papel más activo en las primeras etapas del cortejo, por ejemplo, en proponer a la mujer una cita.

### Edad al contraer el primer matrimonio
Los hombres son más viejos, en promedio, al casarse. Mundialmente, y en la actualidad, el primer matrimonio suele darse a los 28.7 años de edad en los hombres, y a los 26.8 años en las mujeres. La mayor diferencia nacional promedio de edades se da en Níger: 33.9 años los hombres y 17.6 las mujeres.

### Cantidad de gente no casada
En los EE. UU. la cantidad de hombres solteros es bastante superada por aquella de mujeres solteras en una proporción de 100 mujeres solteras por cada 86 hombres solteros. Esto depende mucho del grupo de edad, con 118 hombres solteros por 100 mujeres solteras en sus 20s, frente a 33 hombres solteros frente a 100 mujeres solteras mayores de 65.
Los números son diferentes en otros países. Por ejemplo, China tiene muchos más hombres jóvenes que mujeres jóvenes, y se espera que esta disparidad aumente. En regiones en conflicto reciente como Chechenia, el número de mujeres puede superar por mucho el de hombres.

### Citas en línea
Aún hay más hombres que mujeres en los sitios web de citas o sitios para encontrar pareja (online dating). De acuerdo con un estudio de noviembre de 2003, hecho por Jupiter Research, los hombres son cuatro veces más propensos que las mujeres a suscribirse a un sitio web de encuentros y el doble de propensos a hojear, publicar o responder a un anuncio.

### Escoger pareja
En un estudio transcultural por David Buss, se pidió a hombres y mujeres que calificaran ciertos rasgos en orden de importancia en una pareja de largo plazo. Tanto hombres como mujeres clasificaron bondad e inteligencia como los dos factores más importantes. Los hombres valoraron belleza y juventud más alto que las mujeres, mientras que ellas valoraron la situación financiera y social por encima que los hombres.

### Orgasmo
- El orgasmo del hombre es esencial para la reproducción, mientras que el de la mujer no lo es. Se creía que el orgasmo femenino no tenía otra función obvia más que la de ser placentero, aunque evidencia reciente sugiere que pudo haber evolucionado como una ventaja discriminatoria con respecto a la selección de pareja Psychology Today, The Orgasm Wars (enlace roto disponible en Internet Archive; véase el historial, la primera versión y la última).
- Las contracciones orgásmicas típicas de los hombres no duran más que un par de segundos, mientras que en las mujeres, se conoce de tales contracciones que duran más de un minuto.
- Según Kinsey, para alrededor del 75 % de todos los hombres, es posible conseguir el orgasmo entre los dos primeros minutos después de iniciado el acto sexual. Para las mujeres, el tiempo promedio para lograr el orgasmo es entre 10 y 20 minutos. La velocidad del sistema masculino virtualmente garantiza orgasmos culminantes para los hombres, pero usualmente es muy veloz como para darle a la mujer un orgasmo inducido por penetración. Sin embargo, el tiempo promedio para el orgasmo de la mujer mediante la masturbación es significativamente menor, de 4 minutos [cita requerida] (esas dos citas no contienen nada acerca del tiempo promedio de orgasmo en la masturbación).[36][37]
- La circuncisión (eliminación del prepucio) no impide al hombre llegar al orgasmo, mientras que la ablación de clítoris sí que puede hacerlo.  No obstante, los dos procedimientos no son equiparables. La denominada “mutilación genital femenina” se emplea para referirse a una amplia variedad de prácticas, desde cortes rituales menores a los labios (genitales) (lo cual es mucho menos probable que impida el orgasmo) hasta una completa escisión del clítoris.

## Indumentaria

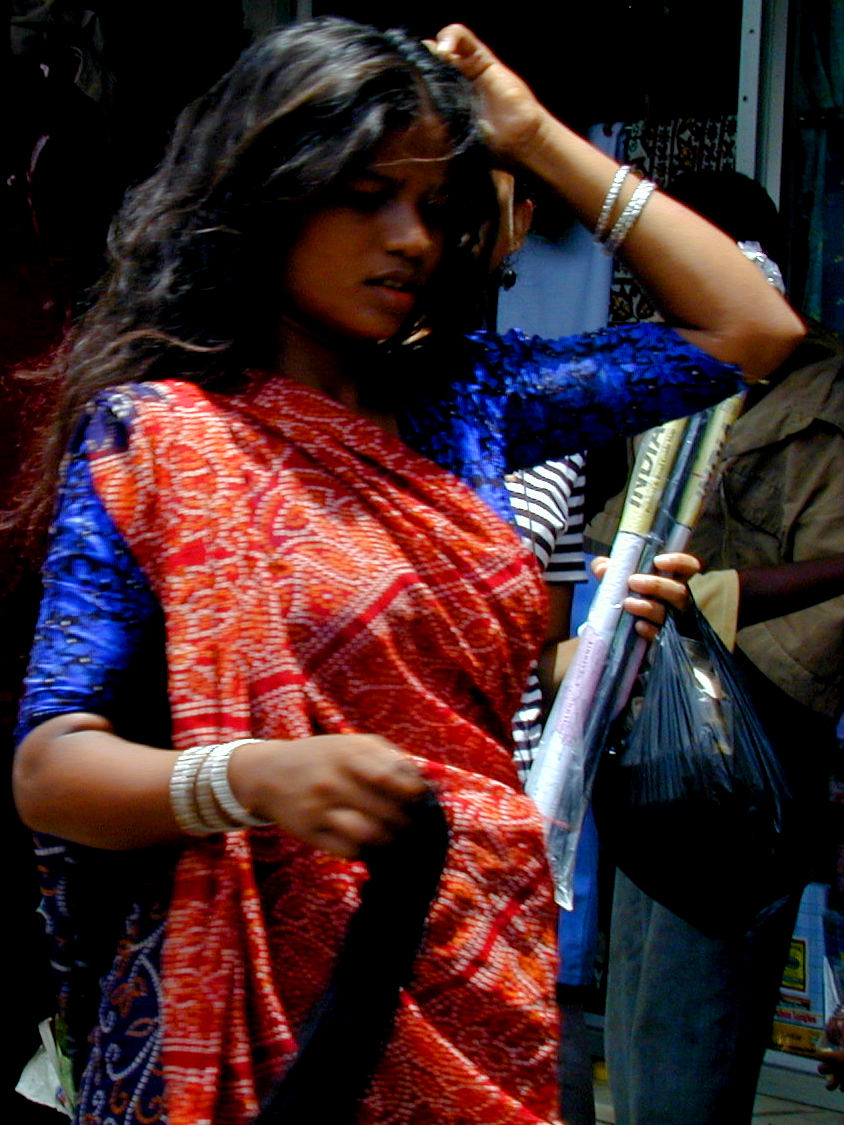
Las normas de la vestimenta dependen de la cultura.

En la mayoría de las culturas, diferentes tipos de ropas se consideran apropiados para hombres y mujeres.
- En las sociedades occidentales, las faldas, los vestidos y los zapatos de tacón alto son usualmente vistos como ropa de mujer, mientras que las corbatas suelen ser usadas por hombres. Los pantalones se solían ver como ropa exclusivamente masculina, aproximadamente en la década de los 80 empezaron a ser usados por ambos sexos (mujeres usando pantalones). La ropa de hombre suele ser más práctica (o sea, que funciona bien en una amplia variedad de situaciones), pero una mayor variedad de estilos de ropa está disponible para las mujeres. A los hombres se les permite socialmente llevar el pecho descubierto en una mayor variedad de lugares públicos. Es generalmente aceptable, hasta cierto grado, que una mujer lleve puesta ropa tradicionalmente masculina, pero no lo contrario.
- En algunas culturas, leyes suntuarias regulan lo que a los hombres y mujeres se les exige vestir.
- El islam requiere que ambos sexos usen hiyab, o ropa modesta. Lo que califica como “modesto” varía en diferentes sociedades musulmanas; no obstante, se les suele requerir a las mujeres que cubran más de sus cuerpos que a los hombres. Las prendas de vestir usadas por musulmanas con propósito de modestia varían desde la pañoleta al burka.
- Los hombres escoceses pueden vestir kilts, un tipo de falda, en ocasiones ceremoniales.
- Comparada con la ropa de hombre, la ropa de mujer tiende a ser más vistosa. En el occidente moderno, es frecuente que las mujeres usen maquillajes, joyas y ropa colorida, mientras que en culturas muy tradicionales se protege a las mujeres de las miradas de los hombres mediante vestidos modestos.

## Miscelánea
- Los hombres tienen más responsabilidades y presencia en muchas religiones u organizaciones religiosas. Por ejemplo, la Iglesia católica prohíbe a las mujeres convertirse en sacerdotisas y ha definido como definitivo que no pueden ser ordenadas como tal. Otras confesiones cristianas permiten que las féminas sean sacerdotisas o pastoras.[38]
- Las mujeres parecen más sensibles a la apreciación del arte y la belleza. Hay estudios que han demostrado que, mientras un hombre sólo emplea el hemisferio derecho de su cerebro al contemplar una obra artística, las mujeres emplean los dos. Una teoría evolutiva propone que el hombre, antiguo cazador, sólo habría desarrollado sus aptitudes espaciales mientras que la mujer tenía que distinguir tipos de frutos y raíces, reconocer paisajes y establecer las relaciones personales y sociales de la tribu aptas para no desencadenar conflictos.[39]
- Algunas sociedades ponen restricciones a las mujeres durante su ciclo menstrual.